# 수영 평영 100m 대한민국 기록 추이
수영 평영 100m 대한민국 기록 추이는 다음과 같다.

## 남자
| # | 시간        | 차이      | 선수   | 소속           | 날짜           | 대회명                                                 | 개최지          | 경기장                | 주석 및 기타                             | 동영상 |
|   | 1분 21초 0  |           | 진장림 | 해양대         | 1960. 08. 27   | 제32회 전국남녀학생수상경기대회                        | 대한민국 서울   |                       | 남고부 예선. 종전기록 :1분 23초0, 진장림 |        |
|   | 1분 13초 9  | -         | 진장림 | 중앙대         | 1964. 07. 04   | 제19회 전국 남녀 중고대학별 수영 대회                  | 대한민국 서울   | 서울 운동장 풀        | 예선. 종전 1분 15초 4                    |        |
|   | 1분 11초 91 |           | 이종학 | 한국체대       | 1979. 07. 16   | 제34회 전국 종별 수영 대회                             | 대한민국 서울   | 서울운동장수영장      | 종전 1분 12초 0                          |        |
|   | 1분 11초 63 | - 0.28초  | 이종학 | 한국체대       | 1979. 08. 05   | 제51회 전국 학생 수영 대회                             | 대한민국 서울   | 서울운동장 풀         | [ 4 ]                                    |        |
|   | 1분 11초 50 | - 0.13초  | 노창남 |                | 1979. 10. 13 * | 제60회 전국 체육 대회                                  | 대한민국 대전   |                       | 남대부 예선                              |        |
|   | 1분 10초 11 | - 0.49초* | 천인태 | 포항수산고     | 1981. 08. 09   | 제53회 동아 수영 대회                                  | 대한민국 서울   | 서울 운동장 수영장    | 종전 이종학 1분 10초 60                  |        |
|   | 1분 10초 10 | - 0.01초  | 천인태 | 포항수산고     | 1981. 08. 29   | 제1회 아산기 쟁탈 수영 대회                            | 대한민국 서울   | 잠실실내수영장        | [ 7 ]                                    |        |
|   | 1분 09초 63 | - 0.47초  | 천인태 | 경북           | 1981. 10. 11   | 제62회 전국체육대회 (남고부)                           | 대한민국 서울   | 잠실실내수영장        | [ 8 ]                                    |        |
|   | 1분 09초 08 |           | 천인태 | 한국체대       | 1982. 07. 04   | 제37회 초중고대및일반대항전국수영대회                  | 대한민국 서울   |                       | 종전기록 : 1분 09초 63                   |        |
|   | 1분 08초 47 | - 0.61초  | 천인태 | 한국체대       | 1983. 04. 23   | 제38회 전국 수영 대회                                  | 대한민국 서울   | 잠실 수영장           | 종전기록 : 1분 09초 63                   | [ 11 ] |
|   | 1분 08초 02 | - 0.45초  | 천인태 | 한국체대       | 1983. 06. 17   | 제3회 아산기 쟁탈 전국 수영 대회                       | 대한민국 서울   | 잠실실내수영장        | [ 12 ]                                   |        |
|   | 1분 07초 76 | -         | 천인태 | 한국체대       | 1984. 03. 26   | 제2회 아시아 수영 선수권 대회 참가 선수 최종 평가전    | 대한민국 서울   | 잠실수영장            | 종전 1분 08초 02                         |        |
|   | 1분 06초 85 | - 0.15초  | 천인태 | 대구은행       | 1986. 04. 19   | 제41회 전국 수영 대회                                  | 대한민국 대구   | 두류 수영장           | 종전 1분 06초 98                         |        |
|   | 1분 06초 30 | - 0.55초  | 천인태 | 대구은행       | 1986. 05. 25   | 아시안 게임 대표 최종 선발전                           | 대한민국 서울   | 태릉훈련원수영장      | [ 15 ]                                   |        |
|   | 1분 05초 51 | - 0.33초  | 윤주일 | 호나미시가시중 | 1987. 09. 12   | 제6회 대통령기 전국 수영 대회                          | 대한민국 대구   | 두류수영장            | 남고부 1위. 종전 1분 05초 97             |        |
|   | 1분 05초 51 | - 0.46초  | 윤주일 | 제물포고       | 1988. 05. 14   | 제7회 대통령기 전국 수영 대회 겸 제69회 전국 체육 대회 | 대한민국 목표   | 목포 실내 수영장      | [ 17 ]                                   |        |
|   | 1분 04초 35 |           | 윤주일 |                | 1992. 09       | 제68회 일본 학생 선수권 수영 경기 대회                 | 일본 미토       | 미토 시민 수영장      |                                          |        |
|   | 1분 03초 58 | - 0.77초  | 조광제 | 경남체고       | 1996. 04. 23   | 제68회 동아 수영 대회                                  | 대한민국 대구   | 두류 수영장           | [ 18 ]                                   |        |
|   | 1분 03초 39 | - 0.19초  | 조광제 |                | 1996. 07. 20   | 제26회 하계 올림픽                                     | 미국 애틀랜타   | 조지아 공대 수영장    | 예선 24위 탈락                           |        |
|   | 1분 03초 11 | - 0.28초  | 조광제 | 경남체고       | 1996. 10. 11   | 제77회 전국 체육 대회                                  | 대한민국 춘천   | 춘천종합경기장 수영장 |                                          |        |
|   | 1분 02초 94 | - 0.17초  | 조광제 | 경남체고       | 1997. 08. 11   | 제7회 범태평양 수영 선수권 대회                        | 일본 후쿠오카   |                       |                                          |        |
|   | 1분 02초 86 | - 0.08초  | 유승현 | 한국체대       | 2005. 07. 24   | 제11회 세계 수영 선수권 대회                           | 캐나다 몬트리올 |                       |                                          |        |
|   | 1분 02초 78 | - 0.08초  | 최규웅 | 한국체대       | 2009. 08. 20   | MBC배 전국대회                                         | 대한민국 김천   | 김천 실내 수영장      | [ 20 ]                                   |        |
|   | 1분 02초 17 | - 0.61초  | 최규웅 | 한국체대       | 2009.10.21     | 제90회 전국 체육 대회                                  | 대한민국 대전   | 용운 국제 수영장      | [ 21 ]                                   |        |
|   | 1분 01초 00 | -1.17초   | 최규웅 | 한국체대       | 2009. 12. 06   | 제5회 동아시아 경기 대회                               | 홍콩            | * 2위                 |                                          |        |

## 여자
| # | 시간        | 차이     | 선수   | 소속           | 날짜             | 대회명                                                | 개최지          | 경기장                    | 주석 및 기타           | 동영상 |
|   | 1분 32초 7  |          | 이명희 | 부산중앙여고   | 1966. 06. 18(19) | 제12회 서울시 남녀 초중고대학별 대항 수영 경기 대회   | 대한민국 서울   | 서울운동장 풀             | 종전 1분 32초 8        |        |
|   | 1분 30초 5  |          | 이명희 | 부산중앙여고   | 1966. 07. 16     | 제 회 전국 각급 학교 대항 수상 경기 대회              | 대한민국 부산   | 부산구덕경기장 풀         | 종전 1분 31초 9        |        |
|   | 1분 24초 5  |          | 김남숙 | 남성여중       | 1970. 09. 13     | 한국대표급수영공인기록회                              | 대한민국 서울   |                           | 종전기록 : 1분 26초 0  |        |
|   | 1분 23초 4  | -        | 박혜자 | 재일동포       | 1972. 10. 09     | 제53회 전국 체육 대회                                 | 대한민국 서울   | 태릉 국제 수영장          | 종전 1.23.6            |        |
|   | 1분 22초 9  |          | 김혜승 | 보성여중       | 1973. 06. 16     | 제19회 서울특별시남녀초중고대학별대항수영대회         | 대한민국 서울   |                           | 종전기록 : 1분 23초 3  |        |
|   | 1분 22초 1  | - 0.8초  | 김혜승 | 보성여중       | 1973. 08. 04 *   | 제5회 해군 참모총장배 쟁탈 전국 남녀 초중고 수영 대회 | 대한민국 서울   | 서울운동장 풀             | 여중부 예선            |        |
|   | 1분 20초 4  | - 1.7초  | 김혜승 | 보성여중       | 1974. 04. 27     | 아시아 경기 대회 파견 선발전                          | 대한민국 서울   | 태릉수영장                | [ 28 ]                 |        |
|   | 1분 19초 52 | - 0.88초 | 김회자 | 대천여중       | 1977. 08. 27     | 제49회 전국 학생 수영 대회                            | 대한민국 서울   | 서울 운동장풀             | 여중부 예선            |        |
|   | 1분 19초 09 | - 0.43초 | 김회자 | 대천여중       | 1977. 08. 28     | 제49회 전국 학생 수영 대회                            | 대한민국 서울   | 서울 운동장풀             | 여중부 결선            |        |
|   | 1분 17초 78 | - 1.31초 | 조성은 | 서울체중       | 1984. 03. 26     | 제2회 아시아 수영 선수권 대회 참가 선수 최종 평가전   | 대한민국 서울   | 잠실수영장                | [ 31 ]                 |        |
|   | 1분 17초 68 | - 0.10초 | 조성은 | 서울체중       | 1984. 05. 01     | 제2회 아시아 수영 선수권 대회                         | 대한민국 서울   | 잠실수영장                | 3위                    |        |
|   | 1분 16초 78 | - 0.90초 | 박성원 | 광주효광여중   | 1984. 11. 30     | 제3회 대통령기 쟁탈 전국 수영 대회                    | 대한민국 대구   | 두류 수영장               | [ 33 ]                 |        |
|   | 1분 16초 46 | - 0.32초 | 박성원 | 광주효광여중   | 1985. 04. 18     | 제40회 전국 수영 대회                                 | 대한민국 전주   | 실내수영장                | 예선. 종전 1분 16초 78 |        |
|   | 1분 16초 03 | - 0.43초 | 박성원 | 광주효광여중   | 1985. 04. 18     | 제40회 전국 수영 대회                                 | 대한민국 전주   | 실내수영장                | 결선.                  |        |
|   | 1분 15초 53 | - 0.50초 | 황금애 | 충북대성여중   | 1985. 05. 23     | 제14회 소년 체육 대회                                 | 대한민국 포항   |                           | 예선                   |        |
|   | 1분 15초 10 | - 0.43초 | 박성원 | 광주효광여중   | 1985. 09. 14     | 제14회 대통령기 쟁탈 전국 수영 대회                   | 대한민국 대구   | 두류 수영장               | [ 37 ]                 |        |
|   | 1분 15초 03 | - 0.07초 | 황금애 | 충북대성여중   | 1985. 10. 13     | 중학생 대표 선수 기록회                               |                 |                           |                        |        |
|   | 1분 14초 48 | -        | 박성원 | 효광여중       | 1986. 03. 01     | 대표 선수 기록 평가회                                 | 대한민국 서울   | 태릉훈련원                | 종전 1분 15초 03       |        |
|   | 1분 14초 33 | - 0.15초 | 박성원 | 효광여중       | 1986. 04. 19     | 2ㅔ41회 전국 수영 대회                                | 대한민국 대구   | 두류 수영장               | 종전 1분 15초 03       |        |
|   | 1분 13초 08 |          | 박성원 | 광주수피아여고 | 1988. 02. 07     | 제3회 아시아 선수권 대회 파견 국가 대표 선발전        | 대한민국 서울   | 종전 1분 13초 63          |                        |        |
|   | 1분 12초 32 | -        | 박성원 |                | 1988. 09. 23     | 제24회 하계 올림픽                                    | 대한민국 서울   | 올림픽수영장              | 예선 18위.             |        |
|   | 1분 12초 30 | - 0.02초 | 박성원 | 경남체고       | 1989. 10. 06     | 제3회 아시아 에이지 그룹 수영 선수권 대회             | 일본 삿포로     | E그룹 1위.                |                        |        |
|   | 1분 11초 71 | - 0.59초 | 박미영 | 대성여중       | 1990. 04. 04     | 제45회 전국 수영 대회                                 | 대한민국 대구   | 두류 수영장               | 여중부 예선.           |        |
|   | 1분 11초 44 | - 0.27초 | 변혜영 | 대전여중       | 1998. 07. 09     | 제26회 해군참모총장배 수영 대회                       | 대한민국 서울   | 올림픽 수영장             | 여중부 예선.           |        |
|   | 1분 10초 72 | - 0.72초 | 변혜영 | 대전여중       | 1998. 07. 09     | 제26회 해군참모총장배 수영 대회                       | 대한민국 서울   | 올림픽 수영장             | 여중부 결선.           |        |
|   | 1분 10초 71 | - 0.01초 | 정슬기 | 서울체고       | 2005. 07. 25     | 제11회 세계 수영 선수권 대회                          | 캐나다 몬트리올 |                           |                        |        |
|   | 1분 10초 03 | - 0.68초 | 정슬기 | 서울체고       | 2006. 08. 18     | 2006년 범태평양 수영 선수권 대회                      | 캐나다 빅토리아 |                           | 예선                   |        |
|   | 1분 09초 98 | - 0.05초 | 정슬기 | 연세대         | 2007. 08. 14?    | 하계 유니버시아드                                     | 태국 방콕       |                           |                        |        |
|   | 1분 09초 84 | - 0.24초 | 정슬기 | 연세대         | 2007. 10. 09     | 제88회 전국 체육 대회                                 | 대한민국 광주   | 염주수영장                |                        |        |
|   | 1분 09초 30 | - 0.54초 | 정슬기 | 연세대         | 2008. 02. 03     | 올림픽 테스트 이벤트                                  | 중국 베이징     |                           | 2위                    |        |
|   | 1분 09초 09 | - 0.21초 | 정슬기 | 연세대         | 2008. 04. 19     | 제80회 동아 수영 대회                                 | 대한민국 울산   | 문수 실내 수영장          |                        |        |
|   | 1분 08초 82 | - 0.77초 | 정슬기 |                | 2008. 10. 11     | 제89회 전국 체육 대회                                 | 대한민국 목포   | 목포 실내 수영장          | [ 45 ]                 |        |
|   | 1분 08초 57 | - 0.25초 | 정슬기 | 부산시체육회   | 2009. 03. 27     | 제 4회 제주 한라배 전국수영대회                       | 대한민국 제주   | 제주 실내 수영장          | [ 46 ]                 |        |
|   | 1분 08초 43 | - 0.24초 | 정하은 | 연세대         | 2009. 07. 04     | 제1회 아시아청소년대회                                | 싱가포르        | 싱가포르 체육 학교 수영장 | *                      |        |
|   | 1분 08초 31 | - 0.12초 | 백수연 | 강원도청       | 2013. 10. 19     | 제94회 전국 체육 대회                                 | 대한민국 인천   | 박태환 수영장             |                        |        |

## 같이 보기
- 수영 평영 100m 세계 기록 추이
- 수영 대한민국 기록